# Hyposmocoma
Hyposmochoma é um gênero de traça pertencente à família Agonoxenidae.